# Copa de Italia de Ciclismo 2021
La 15.ª edición de la Copa de Italia de Ciclismo de 2021 fue una serie de carreras de ciclismo en ruta que se realizó en Italia. Comenzó el 3 de marzo con el Trofeo Laigueglia y finalizará el 12 de octubre con el Giro de Cerdeña.
Forman parte de la clasificación todos los ciclistas profesionales del UCI WorldTeam, UCI ProTeam y Continental sin límite de nacionalidad estableciendo un sistema de puntuación en función de la posición conseguida en cada competición y a partir de ahí se crea la clasificación.
La Copa constó de 12 carreras italianas en las categorías 2.Pro, 2.1, 1.Pro y 1.1 del UCI Europe Tour, excepto las que declinan estar en esta competición.

## Sistema de puntos
En cada carrera, los primeros 20 corredores ganan puntos y el corredor con la mayor cantidad de puntos en general es considerado el ganador de la Copa de Italia. Se llevan a cabo clasificaciones separadas para los mejores jóvenes (sub-23) y el mejor equipo. La clasificación para los mejores jóvenes aplica para corredores sub-23 y aplica el mismo baremo de puntos de la clasificación individual.

### Clasificación individual
| Posición | 1   | 2  | 3  | 4  | 5  | 6  | 7  | 8  | 9  | 10 | 11 | 12 | 13 | 14 | 15 | 16 | 17 | 18 | 19 | 20 |
| Puntos   | 100 | 80 | 70 | 60 | 51 | 45 | 39 | 32 | 28 | 24 | 20 | 18 | 16 | 14 | 12 | 10 | 8  | 6  | 4  | 2  |

| Posición | 1  | 2  | 3  | 4  | 5  | 6  | 7  | 8  | 9  | 10 | 11 | 12 | 13 | 14 | 15 | 16 | 17 | 18 | 19 | 20 |
| Puntos   | 70 | 56 | 49 | 42 | 36 | 31 | 27 | 22 | 20 | 17 | 14 | 13 | 11 | 10 | 8  | 7  | 6  | 4  | 3  | 2  |

| Posición | 1  | 2  | 3  | 4  | 5  | 6  | 7  | 8  | 9  | 10 | 11 | 12 | 13 | 14 | 15 | 16 | 17 | 18 | 19 | 20 |
| Puntos   | 60 | 50 | 44 | 38 | 32 | 28 | 24 | 20 | 18 | 15 | 8  | 8  | 8  | 8  | 8  | 2  | 2  | 2  | 1  | 1  |

| Posición | 1  | 2  | 3  | 4  | 5  | 6  | 7  | 8  | 9  | 10 | 11 | 12 | 13 | 14 | 15 | 16 | 17 | 18 | 19 | 20 |
| Puntos   | 40 | 32 | 28 | 24 | 21 | 18 | 15 | 13 | 11 | 10 | 5  | 5  | 5  | 5  | 5  | 1  | 1  | 1  | 1  | 1  |

### Clasificación por equipos
| Posición | 1   | 2  | 3  | 4  | 5  | 6  | 7  | 8  | 9  | 10 |
| Puntos   | 100 | 95 | 90 | 85 | 80 | 75 | 70 | 65 | 60 | 55 |

| Posición | 1  | 2  | 3  | 4  | 5  | 6  | 7  | 8  | 9  | 10 |
| Puntos   | 80 | 76 | 72 | 68 | 64 | 60 | 56 | 52 | 48 | 44 |

| Posición | 1  | 2  | 3  | 4  | 5  | 6  | 7  | 8  | 9  | 10 |
| Puntos   | 40 | 38 | 36 | 34 | 32 | 30 | 28 | 26 | 24 | 22 |

| Posición | 1  | 2  | 3  | 4  | 5  | 6  | 7  | 8  | 9  | 10 |
| Puntos   | 20 | 19 | 18 | 17 | 16 | 15 | 14 | 13 | 12 | 11 |

## Carreras puntuables
| Clasificación |                  |                                              |                   |                       |                                      |                                       |
| Pos.          | Fecha            | Carrera                                      | Ganador           | Equipo                | Líder de la clasificación individual | Líder de la clasificación por equipos |
| ------------- | ---------------- | -------------------------------------------- | ----------------- | --------------------- | ------------------------------------ | ------------------------------------- |
| 1.º           | 3 de marzo       | Trofeo Laigueglia                            | Bauke Mollema     | Trek-Segafredo        | Bauke Mollema                        | Trek-Segafredo                        |
| 2.º           | 7 de marzo       | Gran Premio Industria y Artigianato-Larciano | Mauri Vansevenant | Deceuninck-Quick Step | Bauke Mollema                        | Trek-Segafredo                        |
| 3.º           | 21 de marzo      | Per sempre Alfredo                           | Matteo Moschetti  | Trek-Segafredo        | Bauke Mollema                        | Trek-Segafredo                        |
| 4.º           | 23-27 de marzo   | Settimana Coppi e Bartali                    | Jonas Vingegaard  | Jumbo-Visma           | Bauke Mollema                        | Trek-Segafredo                        |
| 5.º           | 19 de abril      | Tour de los Alpes                            | Bandera de ?      | Bandera de ?          |                                      |                                       |
| 6.º           | 14 de junio      | Adriatica Ionica Race                        | Bandera de ?      | Bandera de ?          |                                      |                                       |
| 7.º           | 19 de junio      | Campeonato de Italia en Contrarreloj         | Bandera de ?      | Bandera de ?          |                                      |                                       |
| 8.º           | 20 de junio      | Campeonato de Italia en Ruta                 | Bandera de ?      | Bandera de ?          |                                      |                                       |
| 9.º           | 24 de junio      | Giro de los Apeninos                         | Bandera de ?      | Bandera de ?          |                                      |                                       |
| 10.º          | 14 de julio      | Settimana Ciclista Italiana                  | Bandera de ?      | Bandera de ?          |                                      |                                       |
| 11.º          | 15 de septiembre | Giro de la Toscana-Memorial Michela Fanini   | Bandera de ?      | Bandera de ?          |                                      |                                       |
| 12.º          | 16 de septiembre | Coppa Sabatini                               | Bandera de ?      | Bandera de ?          |                                      |                                       |
| 13.º          | 18 de septiembre | Memorial Marco Pantani                       | Bandera de ?      | Bandera de ?          |                                      |                                       |
| 14.º          | 19 de septiembre | Trofeo Matteotti                             | Bandera de ?      | Bandera de ?          |                                      |                                       |
| 15.º          | 28 de septiembre | Giro de Sicilia                              | Bandera de ?      | Bandera de ?          |                                      |                                       |
| 16.º          | 29 de septiembre | Coppa Agostoni                               | Bandera de ?      | Bandera de ?          |                                      |                                       |
| 17.º          | 2 de octubre     | Giro de Emilia                               | Bandera de ?      | Bandera de ?          |                                      |                                       |
| 18.º          | 3 de octubre     | Gran Premio Bruno Beghelli                   | Bandera de ?      | Bandera de ?          |                                      |                                       |
| 19.º          | 4 de octubre     | Coppa Bernocchi                              | Bandera de ?      | Bandera de ?          |                                      |                                       |
| 20.º          | 5 de octubre     | Tres Valles Varesinos                        | Bandera de ?      | Bandera de ?          |                                      |                                       |
| 21.º          | 6 de octubre     | Milán-Turín                                  | Bandera de ?      | Bandera de ?          |                                      |                                       |
| 22.º          | 7 de octubre     | Giro del Piemonte                            | Bandera de ?      | Bandera de ?          |                                      |                                       |
| 23.º          | 12 de octubre    | Giro de Cerdeña                              | Bandera de ?      | Bandera de ?          |                                      |                                       |

## Clasificaciones finales

### Individual
| Clasificación |              |              |        |
| Posición      | Ciclista     | Equipo       | Puntos |
| ------------- | ------------ | ------------ | ------ |
| 1.º           | Bandera de ? |              |        |
| 2.º           | Bandera de ? |              |        |
| 3.º           | Bandera de ? |              |        |
| 4.º           | Bandera de ? | Bandera de ? |        |
| 5.º           | Bandera de ? | Bandera de ? |        |

### Jóvenes
| Clasificación |              |        |        |
| Posición      | Ciclista     | Equipo | Puntos |
| ------------- | ------------ | ------ | ------ |
| 1.º           | Bandera de ? |        |        |
| 2.º           | Bandera de ? |        |        |
| 3.º           | Bandera de ? |        |        |

### Equipos
| Clasificación |              |        |
| Posición      | Equipo       | Puntos |
| ------------- | ------------ | ------ |
| 1.º           | Bandera de ? |        |
| 2.º           | Bandera de ? |        |
| 3.º           | Bandera de ? |        |
| 4.º           | Bandera de ? |        |
| 5.º           | Bandera de ? |        |